# La Repubblica
La Repubblica este un ziar italian, fondat în anul 1976.